# Grave Pleasures
Grave Pleasures est un groupe finlandais de post-punk, originaire de Helsinki, Uusimaa. 

## Histoire
Le groupe est formé en 2010 sous le nom de Beastmilk. Parmi les membres fondateurs se trouvaient le chanteur Mat McNerney, qui chante sous le pseudonyme de « Kvohst » dans le groupe Dødheimsgard entre 2006 et 2008, le guitariste Johan « Goatspeed » Snell, le bassiste Valtteri Arino et le batteur Paile. Le nom du groupe est tiré du livre White Stains d'Aleister Crowley. L'année même de sa création, Beastmilk sort la démo White Stains on Black Tape. Le magazine allemand Metal Hammer élit cette œuvre comme démo du mois et présente le groupe dans sa rubrique « Helden von Morgen ». Beastmilk est signé par Svart Records et sort l'EP Use Your Deluge le 2 avril 2012.
Un an plus tard, ils ont sorti leur premier album, Climax, qui se classe 33e au hit-parade finlandais des albums. L'album est enregistré par le guitariste de Converge, Kurt Ballou, dans son studio et sort le 29 novembre 2013. Lors des Metal Hammer Awards 2014, Climax est élu meilleur premier album. De plus, Beastmilk est nommé dans la catégorie Up and Coming, mais le prix va à Insomnium. En été 2015, le groupe joue au Tuska Open Air Metal Festival, avant d'entamer une tournée européenne en première partie d'In Solitude à l'automne 2014. La Suédoise Linnéa Olsson, qui jouait auparavant dans The Oath, rejoint Beastmilk en tant que deuxième guitariste. L'année suivante, des tensions sont apparues entre Johannes « Goatspeed » Snell et le reste du groupe. Snell quitte finalement le groupe et est remplacé par Juho Vanhanen, qui jouait auparavant dans Oranssi Pazuzu. Le batteur Paile quitte également le groupe. Parallèlement, Beastmilk a changé de nom pour devenir Grave Pleasures.
Le nouveau batteur est Uno Bruniusson, qui jouait auparavant dans In Solitude. Grave Pleasures signe un contrat avec Sony Music et enregistre son deuxième album studio avec le producteur Tom Dalgety. Dreamcrash sort le 4 septembre 2015 sur Columbia Records et un mois plus tard aux États-Unis sur Metal Blade Records. L'album se classe à la 47e place du classement des albums finlandais. Il est suivi par des apparitions dans des festivals tels que le Hellfest, le Rockavaria, le Rock im Revier et le Reeperbahn Festival. Lors des Metal Hammer Awards 2016, Dreamcrash est nommé dans la catégorie Meilleur premier album, bien qu'il s'agisse du deuxième album. Le prix est décerné à Abbath pour son album éponyme. Au printemps 2017, Linnéa Olsson quitte de nouveau le groupe et est remplacée par Aleksi Kiiskilä.
En juin 2017, Grave Pleasures signe un contrat avec Century Media. Avec le producteur Jaime Gomez Arellano, le groupe enregistre son troisième album studio, Motherblood, qui sort le 29 septembre 2017. La même année, l'EP Funeral Party sort  également.

## Style musical
Le chanteur Mat « Kvohst » McNerney décrit le style musical comme un mélange de pop apocalyptique et de punk psychédélique. Il cite Crisis, Rudimentary Peni, Serge Gainsbourg, Joy Division, Sonic Youth et France Gall comme influences principales. 

## Discographie

### Albums studio
- 2013 : Climax (Svart Records) (33e place des charts finlandais[7])
- 2015 : Dreamcrash (Metal Blade Records) (47e place des charts finlandais[7])
- 2017 : Motherblood (Century Media Records)
- 2023 : Plagueboys (Century Media Records) (66e place des charts allemands[7])

### Autres
- 2010 : White Stains on Black Tape (démo)
- 2012 : Use Your Deluge (EP)
- 2017 : Funeral Party (EP)